# Alice Tegnér
Alice Charlotta Tegnér (geboren Sandström, Karlshamn, 12 maart 1864  -  Djursholm, 26 mei 1943) was een Zweeds muzieklerares, dichteres en componist van kinderliedjes. Ze wordt beschouwd als de belangrijkste componist van Zweedse kinderliedjes uit de eerste helft van de twintigste eeuw.

## Leven
Alice Sandström was de dochter van Eduard Sandström (1829–1879), een zeekapitein. Ze was muzikaal getalenteerd en volgde reeds op vroege leeftijd pianolessen. Ze studeerde af in Stockholm (Högre lärarinneseminariet) als muzieklerares. Ze was lerares aan de Djursholms samskola en cantor in de kapel van Djursholm.

In 1885 trouwde ze met Jakob Tegnér (1851–1926), een advocaat en later secretaris van de Zweedse Uitgeversvereniging, met wie ze twee zonen kreeg, Gosta (1887) en Torsten (1888).

## Carrière
Tegnér schreef heel wat bekende Zweedse kinderliedjes zoals Bä, bä, vita lamm, Mors lilla Olle en Ekorrn satt i granen; Ze schreef ook composities in verschillende klassieke genres,  kamermuziek, kerkmuziek,  koormuziek, cantates en muziek voor piano, cello en viool. Haar liederen en muziek waren gebaseerd op zowel folk als kunstmuziek. Haar bekendste hymneboek Nu ska vi sjunga, met illustraties van Elsa Beskow, werd gepubliceerd in 1943.

## Selectie werken

### Kinderliedjes
- Asarumsdalen
- Baka kaka
- Borgmästar Munthe
- Bä, bä, vita lamm
- Dansa min docka
- Ekorrn satt i granen"
- Hemåt i regnväder (tekst: Zacharias Topelius)
- I skogen
- Julbocken
- Kring julgranen
- Lasse liten (tekst: Zacharias Topelius)
- Marschlek
- Skogsblommorna till barnen (tekst: Elsa Beskow)
- Sockerbagare

### Andere liederen
- Betlehems stjärna (tekst: Viktor Rydberg)
- Var är den Vän, som överallt jag söker (tekst: Johan Olof Wallin)
- Betlehems stjärna (Gläns över sjö och strand) (tekst: Viktor Rydberg)
- Hell, vårt land!

## Onderscheidingen
- 1914  Litteris et Artibus
- 1926 lid van de  Zweedse Koninklijke Muziekacademie (Kungliga Musikaliska akademien)
- 1929 Eerste prijs in het magazine Idun tonsättartävling

- Bibsys: 90319301
- Bibliothèque nationale de France: cb124213040 (data)
- CiNii: DA16518245
- Gemeinsame Normdatei: 143696742
- International Standard Name Identifier: 0000 0001 1769 4967
- KulturNav: 9187a247-46a0-4453-b451-b7b522485001
- Library of Congress Control Number: n82276083
- MusicBrainz: 42adcec8-2f3c-4247-8100-8ef6dd018c12
- Bibliotheek van het Japanse parlement: 00985844
- Nederlandse Thesaurus van Auteursnamen: 292173199
- LIBRIS: 96252
- SNAC: w6r81s43
- Système universitaire de documentation: 033336997
- Virtual International Authority File: 71481066
- WorldCat: E39PBJmTmtjyKdkBmc6gfPtFrq